# 숫호구
"숫호구"는 2014년에 개봉한 대한민국의 영화이다.

## 캐스팅
- 백승기 : 원준 역
- 손이용 : 아바타 역
- 박지나 : 지나 역
- 조한철 : 생명공학박사 역
- 김선호 : 선호 역
- 성충경 : 영진 역
- 신예주 : 쥬쥬 역
- 백대현 : 원준 부 역
- 이순자 : 원준 모 역
- 손규진 : 나비족 역
- 이민옥 : 선호섹파 역
- 라히안 : 딜레이니 요원 1 역
- 테일러 : 라지스키 요원 2 역
- 엄소라 : 요원 3 역
- 마뇨 : 박사 아내 역
- 우명희 : 직장동료 역
- 오창경 : 커플 남 역
- 채휘리 : 커플 녀 역
- 원종은 : 키스 녀 역
- 강병진 : 서점손님 역
- 이지혜 : 서점주인 역
- 나정임 : 노래방주인 역
- 김현정 : 후배 1 역
- 이은지 : 후배 2 역
- 임혜원 : 후배 3 역
- 김연희 : 후배 4 역
- 이현호 : 후배 5 역
- 조찬영 : 후배 6 역
- 허윤정 : 후배 7 역
- 유재윤 : 후배 8 역
- 조송혁 : 후배 9 역